# ロストカラーズ
ロストカラーズとは、2004年2月に発売された『自転車創業』が製作したゲームソフト。
サウンドノベルを拡張したANOS(Advanced Novel Operation System)の3作目である。

## ストーリー
色の失われた世界「ロストカラーズ」において、色は腐食を運び世界を滅ぼす存在であり、「カラーズ」と呼ばれる色のある人間は討伐対象とされた。主人公、レアル・カートゥンはクアイス国の騎士団長の位パレットを持つ騎士であり、率先してカラーズ討伐を行っていた。その残虐さを同じパレットであるメリッサやグレイに窘められるが、世界を救う大儀の前には仕方の無い行為だと説く。討伐成果をクアイス皇に報告し、その褒章として皇女、すなわち次期皇の座を受け取らんとした瞬間、異変によりレアルはカラーズとなり、自身が討伐対象として追われる立場となってしまう。

## 登場人物
レアル・カートゥン
パレットの一人。命を奪うことに何の呵責も感じず、殺戮を単なる作業としてこなす。カラーズの討伐によってパレットの地位に上り詰めた。
カラーズになったことで全てを失い追われる立場となるが、皇女に助けられ、色を元に戻すための旅に出る。
クアイス・スフライト・キューレ
クアイス国の皇女。国で最も純度の高い白さを持つ、意志の無い人形のようだと噂される少女。
しかしレアルをかくまったスフライトはお転婆で、噂とはまったく異なる人物だった。
ミドリ・サラシナ
スフライトの忠実な従者。楽天的な性格で、調子の外れた歌を好む。
グレイ・ケヒレル
パレットの一人。ANOSの欠片を利用した、色と引き換えに国を護る結界を考案・実行した人物。
メリッサ・ブラウン
パレットの一人。無慈悲な殺人者であるレアルのことを毛嫌いしている。
フカミ
最初の街に取り残されている風の民の女性。生き別れとなった双子の妹を探している。
朱の称号を持つ少女
魔法使い見習。なぜか遺跡の中に閉じ込められており、返り血を浴びていた。

## こねかけのうどんぶつける祭りがノルウェーの北の村の漁村で
こねかけのうどんぶつける祭りがノルウェーの北の村の漁村で（略称 こねうど）とは、2005年4月28日に発売されたロストカラーズのサウンドトラック。単なるオリジナルサウンドトラックではなく、FM音源版サウンドトラックやおまけシナリオ付き体験版、キャラクター解説、パイロット版オープニングムービーなど、豊富なおまけも収録されている。

## 製作スタッフ
- シナリオ・ゲームデザイン：かざみみかぜ。
- キャラクターデザイン・原画：rato
- システムプログラム：けんじょ
- 音楽：水野裕之・鷲崎健